# Zbigniew Lubieniecki
Zbigniew Lubieniecki herbu Rola – stolnik wendeński w latach 1671–1690, sędzia grodzki włodzimierski w 1665 roku.
Poseł na sejm koronacyjny 1676 roku.